# Epidendrum boissierianum
Epidendrum boissierianum är en orkidéart som beskrevs av Rudolf Schlechter. Epidendrum boissierianum ingår i släktet Epidendrum och familjen orkidéer. Inga underarter finns listade i Catalogue of Life.